# Donkey Kong Land III
Donkey Kong Land III est un jeu vidéo de plates-formes qui fonctionne sur Game Boy et Game Boy Color. Développé par Rare et édité par Nintendo, il a été conçu par Gary Richards et Huw Ward.

## Version sur Game Boy Color
Le 28 janvier 2000, soit plus de deux ans après la sortie du jeu en Europe, Nintendo a sorti, au Japon, une version mise à jour de celui-ci sur Game Boy Color. Intitulée Donkey Kong GB: Dinky Kong & Dixie Kong, cette nouvelle version était non compatible avec la Game Boy originelle monochrome. De plus, pour plusieurs raisons, elle n'est jamais sortie ailleurs qu'au Japon.

## Développement
Donkey Kong Land III  reprend le moteur de jeu créé à partir de zéro pour  son prédécesseur, Donkey Kong Land 2.

## Accueil
Donkey Kong Land III a obtenu une moyenne de 81 % sur GameRankings, un site web compilant de nombreuses critiques de jeu vidéo.